# 엘피스 -희망, 혹은 재앙-
《엘피스 -희망, 혹은 재앙-》(일본어: エルピス-希望、あるいは災い-)는 2022년 10월 24일부터 12월 26일까지 칸텔레 제작·후지TV 계열의 〈월요일 밤 10시 프레임의 연속 드라마〉시간대에서 방영한 일본의 텔레비전 드라마이다. 주연은 나가사와 마사미.
제목의 엘피스(Elpis)는 고대 그리스 신화에서 다양한 재앙이 튀어나온 것으로 알려진 ‘판도라의 상자’에 남겨진 ‘희망’ 혹은 ‘재앙’의 징후를 말한다.

## 줄거리
타이요 테레비의 여자 아나운서 아사카와 에나는 주간지에 노상 키스 사진이 찍힌 것이 계기로, 심야의 정보 버라이어티 프로그램 「프라이데이 봉봉」의 코너 MC를 담당하게 된다. 그런 가운데, 신입 디렉터 키시모토 타쿠로로부터 10대 여성을 노린 연속 살인 사건의 범인으로 여겨지는 사형수가, 실은 분죄일지도 모른다고 상담받게 된다.

## 등장 인물

### 주요 인물
- 아사카와 에나 - 나가사와 마사미

본작의 주인공. 타이요 테레비 여자 아나운서. 「노상 키스 사진」이 주간지에 찍힌 것으로, 에이스의 자리에서 전락해, 현재는 「프라이데이 봉봉」으로 코너 MC를 담당한다.
- 키시모토 타쿠로 - 마에다 고든[1]

타이요 테레비의 젊은 디렉터. 오야마에게 위협되어 연속 살인 사건의 범인으로 여겨지는 사형수 마츠모토가 실은 분죄일지도 모른다고 에나에게 상담한다. 자기 긍정, 자기 평가 높은 사람.
- 사이토 세이치 - 스즈키 료헤이[1]

타이요 테레비 보도국의 에이스 기자. 타쿠로의 선배. 관저 지도자. 타쿠로의 선배.  에나의 전 그이로, 에나가 에이스의 자리를 전락하는 계기가 된 노상 키스의 상대.

### 프라이데이 봉봉
에나가 코너 MC를 맡는 심야 정보 프로그램.
- 오야마 사쿠라 - 미우라 토코[3] (아역 : 네모토 마하루)

헤어 메이크업 아티스트. 통칭 「체리」. 키시모토가 봉봉걸의 아사미가 말하는 녹음 데이터로 그를 위협하고, 에나에게 사형수 마츠모토가 분죄임을 조사하게 한다. 2006년 야마토오 연속 살인 사건 발생 당시 마츠모토의 집에 몸을 기울이고 있던 전 가출 소녀. 어머니의 내연남에게 학대되어 왼쪽 손바닥에 지금도 흔적이 남는 큰 화상을 입고 있다.
- 에비타 덴동 - 카지와라 젠[4]

프로그램 MC.
- 가와카미 미사키 - 카와세 리코[5]

진행 어시던트.
- 나고시 코헤이 - 콘도 코엔[4]

프로듀서.
- 무라이 가이치 - 오카베 타카시[3]

수석 프로듀서. 한때 보도 프로그램을 담당하고 있었지만, 제외되고 있다.  야마토오산 연속 살인 사건의 분죄 의혹의 특집을 키시모토와 에나로부터 제의를 받고 있지만 거부한다.
- 봉봉걸의 멤버
  - 시노야마 아사미 - 하나무라 아스카[6]
  - 야마우치 히카리 - 이시자키 히나[7]
  - 하나자와 쿠루미 - 니제키 아오이[8]
  - 신타니 마코토 - 아논[5][9]
  - MIMI - 마히로[5][10]
  - 히나타 아이 - 모리 히나미[5]
  - 신도 미카 - 하시모토 모카[5][11]

- 키시마 - 아마노 하나[5]

프로그램 AD. 무라이의 파워하라, 성희롱을 당하는 에나에게, 무라이에 불평을 하도록 고언을 건넨다.
- 타카하시 쇼 - 시노하라 유노부

프로그램 AD.
- 야마자키 미치야 - 고바야시 히로시

프로그램 종합 디렉터.
- 프로그램 스태프 - 카메다 유키, 다케바야시 유스케, 가와쿠보 하루,  다케우치 오토[5]

### 그 외 인물
- 마츠모토 료오 - 카타오카 마사지로[4]

사형수. 원판 금공. 여성 연속 살해 사건의 피의자로 체포되어 사형 판결을 받고 있다.
- 타키가와 유다이 - 미우라 타카히로[3]

보도부의 기자. 에나의 동기.
- 키시모토 리쿠코 - 츠츠이 마리코[3]

타쿠로의 어머니. 연수입 1억엔을 버는 민완 변호사.
- 다이몬 유지 - 야마지 카즈히로[4]

부총리. 경찰청 장관 출신.
- 사사오카 마유미 - 이케즈 쇼코[12]

「슈토신문」의 정치부 기자. 사회부는 아니지만 여성 : 연속 살인 사건을 추적하고 있다.
- 기무라 타쿠 - 록카쿠 세이지[12]

마츠모토 사형수의 재판을 담당하는 변호사.

### 게스트

#### 제1화
- 카츠라기 노부타로 - 마츠오 스즈키

카츠 카이슈 역을 연기하는 주연 영화 「안녕 에도막부」의 촬영 현장에서 인터뷰를 담당한 에나가 늦어지고 있는 것에, 에나의 인터뷰는 필요 없다고 키시모토에 불평을 말하지만, 에나가 도착하면 태도를 바꿔, 에나에게  컨디션에 대해 걱정하는 말을 건다.
- 나카무라 유카 <14> - 마스이 미즈미

가나가와현 하치비시에서 행방불명이 된 중학생. 야마토오산에서 시신으로 발견된다.
- 아키모토 - 모리 유카(제6화)

타이요 테레비 아나운서. NEWS8 담당.

### 제작진
- 각본 - 와타나베 아야
- 음악 - 오토모 요시히데
- 주제가 - Mirage Collective「Mirage」(SPACE SHOWER MUSIC)[13]
- 프로듀서 - 사노 아유미 (칸테레), 이나가키 마모루 (크리에이티브 프로듀스)
- 연출 - 오오네 히토시[1], 시모다 히코타, 니노미야 코헤이, 키타노 타카시
- 제작 협력 - GEEK  픽처스, GEEK 사이트 (협력)
- 제작·저작 - 칸테레

## 방영일·부제·시청률
| 각화                                                      | 방송일           | 부제                   | 풀이                       | 시청률 | 연출                        | 참고 |
| --------------------------------------------------------- | ---------------- | ---------------------- | -------------------------- | ------ | --------------------------- | ---- |
| episode.1                                                 | 2022년 10월 24일 | 冤罪とバラエティ       | 분죄와 버라이어티          | 8.0%   | 오오네 히토시               |      |
| episode.2                                                 | 2022년 10월 31일 | 女子アナと死刑囚       | 여성 안나와 사형수         | 7.3%   | 오오네 히토시               |      |
| episode.3                                                 | 2022년 10월 31일 | 披露宴と墓参り         | 결혼식 피로연 및 무덤 방문 | 6.3%   | 오오네 히토시               |      |
| episode.4                                                 | 2022년 11월 7일  | 視聴率と再審請求       | 시청률 및 재심 청구        | 6.9%   | 오오네 히토시 시모다 히코타 |      |
| episode.5                                                 | 2022년 11월 14일 | 流星群とダイアモンド   | 유성군과 다이아몬드        | 5.8%   | 오오네 히토시 시모다 히코타 |      |
| episode.6                                                 | 2022년 11월 21일 | 退職届と異動辞令       | 사직서 및 전근 편지        | 5.5%   | 오오네 히토시               |      |
| episode.7                                                 | 2022년 11월 28일 | さびしい男と忙しい女   | 외로운 남자와 바쁜 여자    | 6.6%   | 니노미야 타카히라           |      |
| episode.8                                                 | 2022년 12월 5일  | 少女の秘密と刑事の工作 | 소녀의 비밀과 탐정의 일    | 5.7%   | 기타노 타카시               |      |
| episode.9                                                 | 2022년 12월 12일 | 善玉と悪玉             | 좋은 놈과 나쁜 놈          | 5.5%   | 오오네 히토시               |      |
| episode.10                                                | 2022년 12월 19일 | 希望あるいは災い       | 희망이냐 재앙이냐          | 5.5%   | 오오네 히토시               |      |
| 평균시청률 6.3% (시청률은 간토 지방·비디오 리서치사 조사) |                  |                        |                            |        |                             |      |

- 첫 방송은 오후 10시부터 오후 11시 9분까지 15분간 확대 방송됩니다.
- episode.6은 『2022 FIFA 월드컵 카메룬 ×세르비아』 방송(18:40 - 21:15) 및 22:15 - 방송으로 인해 15분 앞당겨졌다. 밤 11시 9분 방송

## 스핀오프 드라마
8명은 TV를 보지 않는다(8人はテレビを見ない)라는 제목으로 본편 방송 전인 2022년 10월 17일 18시부터 TVer에서 스핀오프 드라마가 독점 전달 중. 도내 모소의 쉐어하우스에서 생활을 보내는 대학생, 프리터, 직장인 등 각각의 인생을 걷는 남녀 8명이 타인을 받아들여 존중하면서 살아가는 모습을 그린다.
본편 내의 정보 버라이어티 프로그램 「프라이데이★봉봉」을 약간의 계기로 점차 시청하기 시작해, 드라마의 중요 워드나 씬과 싱크로 하는 전개가 되고 있다.

### 전달 일정 (스핀 오프 드라마)
| 각화 | 전달일    | 서브타이틀                 | 비고                            |
| ---- | --------- | -------------------------- | ------------------------------- |
| #0   | 10월 17일 | インテリアにしては重い     |                                 |
| #1   | 10월 31일 | それの口にさせられる       | 본편 제2화 방송 후에 전달 예정. |
| #2   | 11월 14일 | 他人の占い見せつけられても | 본편 제4화 방송 후에 전달 예정. |
| #3   | 11월 28일 | けしたあとの為につけている | 본편 제6화 방송 후에 전달 예정. |
| #4   | 12월 12일 | 同じ番組を観たということ   | 본편 제8화 방송 후에 전달 예정. |

## 수상 경력·평가
- 갤럭시상(방송비평간담회)
  - 2022년 12월도 TV 부문 월간상
  - 제60회 TV 부문 대상
  - 제60회 TV 부문 개인상(나가사와 마사미)
- 예술 선장(芸術選奨)
  - 제73회 문부과학대신 신인상(방송부문) - 사노 아유미
- 방송문화기금상
  - 제49회 방송문화기금상 TV 드라마 부문
  - 최우수상
  - 연기상(나가사와 마사미)
- 하시다상
  - 제31회 하시다상(나가사와 마사미)

## 기타
2022년 10월 17일부터 프랑스 칸에서 개최되는 국제 영상 콘텐츠 박람회 「MIPCOM」에서 세계 최초로 상영되어 오야마 사쿠라 역의 미우라 토코가 사노 아유미 프로듀서와 함께 참석했다. 60년 가까운 역사를 가진 MIP마켓에서 일본 드라마의 세계 최초 공개가 메인홀에서 열리는 것은 이번 작품이 처음이다.